# 焼き飯

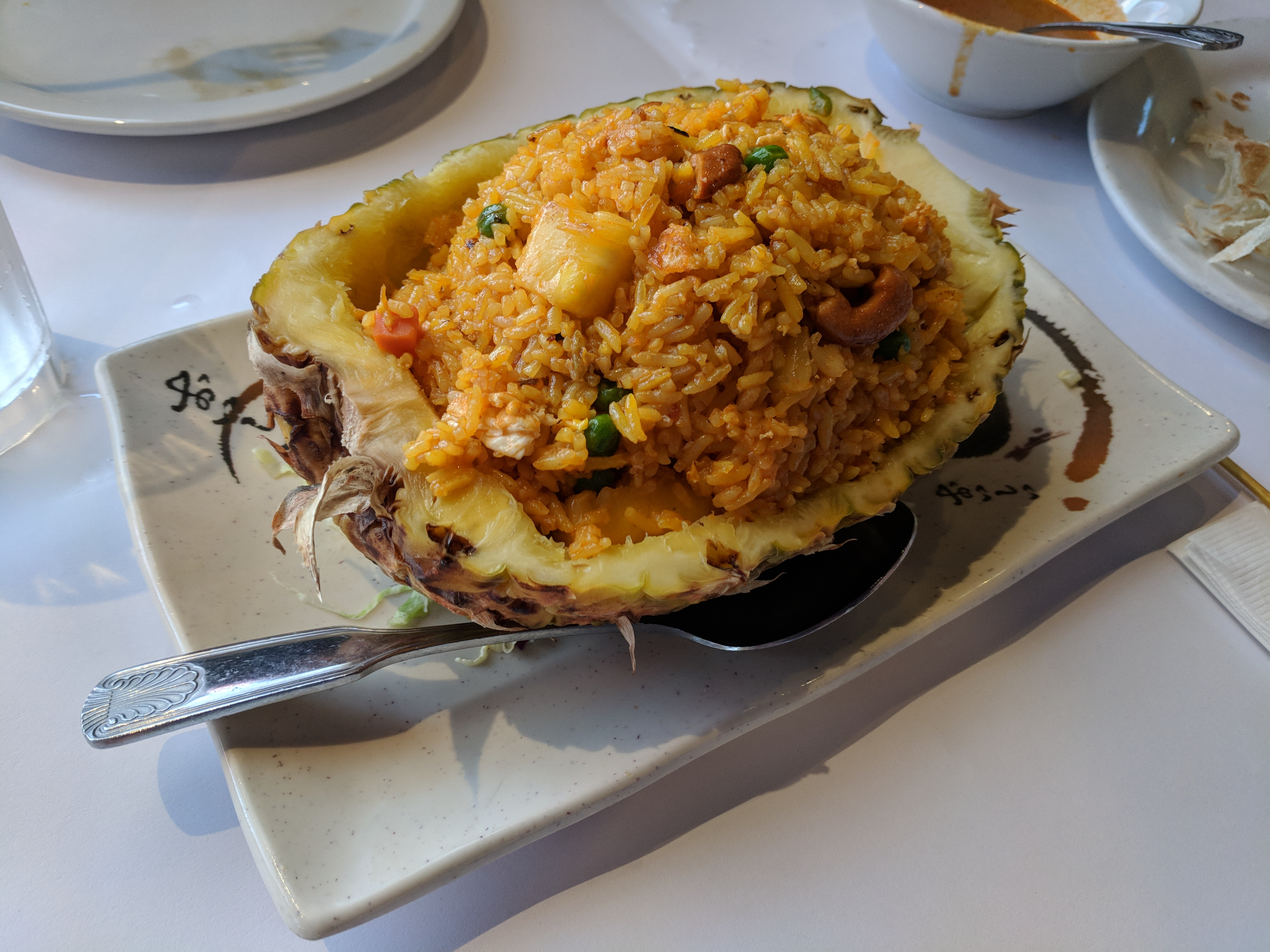
パイナップル焼き飯

焼き飯（やきめし）は、ご飯に野菜や肉などを細かく切った具材を混ぜ合わせ、油で炒めて作った料理である。同様の料理は 中国、日本、韓国、タイ、マレーシア、インドネシア、シンガポールなど東アジアと東南アジアの様々な地域で見られる。

## 国・地域別の焼き飯
- 日本：焼き飯。中華料理風の焼き飯はチャーハンと呼ばれる。カレーを入れて炒めたご飯のドライカレー、ケチャップを入れたオムライスやチキンライスなどの洋食でも同様の調理法を用いる。地方により「焼きおにぎり」の事
- 中国：炒飯（チャオファン）。隋代から宋代にかけての中国発祥の中華料理の一つ。『食経』という書物には、7世紀初めの隋の宰相が現代のチャーハンに似た「砕金飯（金のかけらのようなご飯）」と呼ばれる料理を食していたことが書かれている[1]。広東語の音表記はツァウファンに近い。
- 韓国・北朝鮮：韓国ではポックムパプ（볶음밥）、北朝鮮ではギルムバプ（기름밥）と呼ばれる。
- マレーシア・インドネシア・シンガポール：ナシゴレン（nasi goreng）
- ベトナム：南ベトナムではコムチェン（cơm chiên）、北ベトナムではコムラン（cơm rang）と呼ばれる。
- ミャンマー：タミンジョー（ထမင်းကြော်）
- カンボジア：バーイチャー（បាយឆា）
- タイ：カオ・パット（ข้าวผัด）
- フィリピン：ニンニクを入れたシナンガーグ（sinangag）が知られる。